# Martin Konczkowski
Martin Konczkowski (ur. 14 września 1993 w Rudzie Śląskiej) – polski piłkarz grający na pozycji obrońcy w Ruchu Chorzów.

## Statystyki kariery
Aktualne na dzień 30 sierpnia 2024
| Klub               | Sezon              | Liga               | Liga  | Liga   | Puchar Polski | Puchar Polski | Europa | Europa | Suma  | Suma   |
| Klub               | Sezon              | Liga               | Mecze | Bramki | Mecze         | Bramki        | Mecze  | Bramki | Mecze | Bramki |
| ------------------ | ------------------ | ------------------ | ----- | ------ | ------------- | ------------- | ------ | ------ | ----- | ------ |
| Ruch Chorzów       | 2012/13            | Ekstraklasa        | 10    | 0      | 3             | 0             | –      | –      | 13    | 0      |
| Ruch Chorzów       | 2013/14            | Ekstraklasa        | 15    | 0      | 1             | 0             | –      | –      | 16    | 0      |
| Ruch Chorzów       | 2014/15            | Ekstraklasa        | 30    | 1      | 0             | 0             | 2      | 0      | 32    | 1      |
| Ruch Chorzów       | 2015/16            | Ekstraklasa        | 35    | 0      | 1             | 0             | –      | –      | 36    | 0      |
| Ruch Chorzów       | 2016/17            | Ekstraklasa        | 36    | 0      | 2             | 0             | –      | –      | 38    | 0      |
| Ruch Chorzów       | 2024/25            | I liga             | 7     | 0      | –             | –             | –      | –      | 7     | 0      |
| Ruch Chorzów       | Ogółem             | Ogółem             | 133   | 1      | 7             | 0             | 2      | 0      | 142   | 1      |
| Piast Gliwice      | 2017/18            | Ekstraklasa        | 37    | 1      | 1             | 0             | –      | –      | 38    | 1      |
| Piast Gliwice      | 2018/19            | Ekstraklasa        | 32    | 0      | 2             | 0             | -      | -      | 34    | 0      |
| Piast Gliwice      | 2019/20            | Ekstraklasa        | 23    | 0      | 2             | 1             | 4      | 0      | 29    | 1      |
| Piast Gliwice      | 2020/21            | Ekstraklasa        | 25    | 0      | 3             | 0             | 3      | 1      | 31    | 1      |
| Piast Gliwice      | 2021/22            | Ekstraklasa        | 31    | 2      | –             | –             | –      | –      | 32    | 2      |
| Piast Gliwice      | Ogółem             | Ogółem             | 148   | 3      | 8             | 1             | 7      | 1      | 164   | 5      |
| Śląsk Wrocław      | 2022/23            | Ekstraklasa        | 23    | 0      | 3             | 0             | –      | –      | 26    | 0      |
| Śląsk Wrocław      | 2023/24            | Ekstraklasa        | 22    | 1      | 1             | 0             | –      | –      | 23    | 1      |
| Śląsk Wrocław      | Ogółem             | Ogółem             | 45    | 1      | 4             | 0             |        |        | 49    | 1      |
| Ogólnie w karierze | Ogólnie w karierze | Ogólnie w karierze | 326   | 5      | 19            | 1             | 9      | 1      | 355   | 7      |